# IBM 탑뷰
탑뷰(TopView)는 IBM이 개발한 텍스트 모드 PC DOS 멀티태스킹, 객체 지향 윈도 환경으로, 1984년 8월 발표되어 1985년 3월 출하되었다. 탑뷰는 사용자가 PC에서 하나 이상의 응용 프로그램을 동시에 실행할 수 있게 허용하는 운영 환경을 제공하였다. IBM은 새로운 PC AT 컴퓨터에 출하할 시점에 대중에게 공개하기 앞서 주요 고객들에게 제품의 초기 버전을 시연하였다.

## 버전 역사
1986년 6월에 선보인 버전 1.1은 IBM PC 네트워크와 IBM 3270 터미널 에뮬레이션 지원을 추가하였다. 더 중요한 사항으로, 비상주 프로그램들을 스와핑하는 기능이 모든 컴퓨터의 하드 디스크에 추가되었고, 상위 메모리 영역을 286 CPU 장착 컴퓨터에서 지원하였다. 초기의 DOS 배치 파일의 부족했던 지원이 보강되었다.
1987년 4월 선보인 버전 1.12는 새로운 IBM PS/2 시리즈, 도스 3.30 운영 체제, 새로운 PS/2 마우스의 지원을 추가하였다. 또, 최대 4개의 직렬 포트를 사용할 수 있게 되었다.

## 같이 보기
- 도스 셸
- VM/386
- OS/2